# Alexei Trupp
Aloise (Alexei) Yegorovich Trupp (1858 - 17 de julho de 1918) foi o criado da corte do czar Nicolau II. Ele seguiu a família Romanov no exílio a seguir a Revolução Russa de 1917 e foi executado pelos Bolcheviques em 17 de julho de 1918, em Ekaterimburgo.
Como os Romanov, Trupp foi canonizado como neomártir pela Igreja Ortodoxa Russa no Exterior em 1981, como vítima de repressão Soviética.